# Samuel Bellscheidt
Samuel Bellscheidt (ur. 19 kwietnia 2001) – niemiecki zapaśnik walczący w stylu klasycznym. Zajął siódme miejsce na mistrzostwach świata w 2022. 
Dziesiąty na mistrzostwach Europy w 2023. Drugi na MŚ U-23 w 2024. Trzeci na ME juniorów w 2021. Trzeci na MŚ i drugi na ME kadetów w 2018 roku.
Mistrz Niemiec w 2024; drugi w 2019; trzeci w 2022 i 2023 roku.